# باشگاه فوتبال آفریقایی
باشگاه فوتبال آفریقایی (به انگلیسی: Club Africain) یک باشگاه فوتبال در کشور تونس است.
این باشگاه که در سال ۱۹۲۰ میلادی تأسیس شده‌است در شهر تونس قرار دارد، سابقه ۱۳ قهرمانی در لیگ دسته اول فوتبال تونس و ۱۳ قهرمانی در جام حذفی فوتبال تونس، ۳ سوپر جام تونس، ۱ قهرمانی در لیگ قهرمانان آفریقا و ۱ قهرمانی در جام قهرمانان باشگاه‌های عربی را دارد.

## نگارخانه

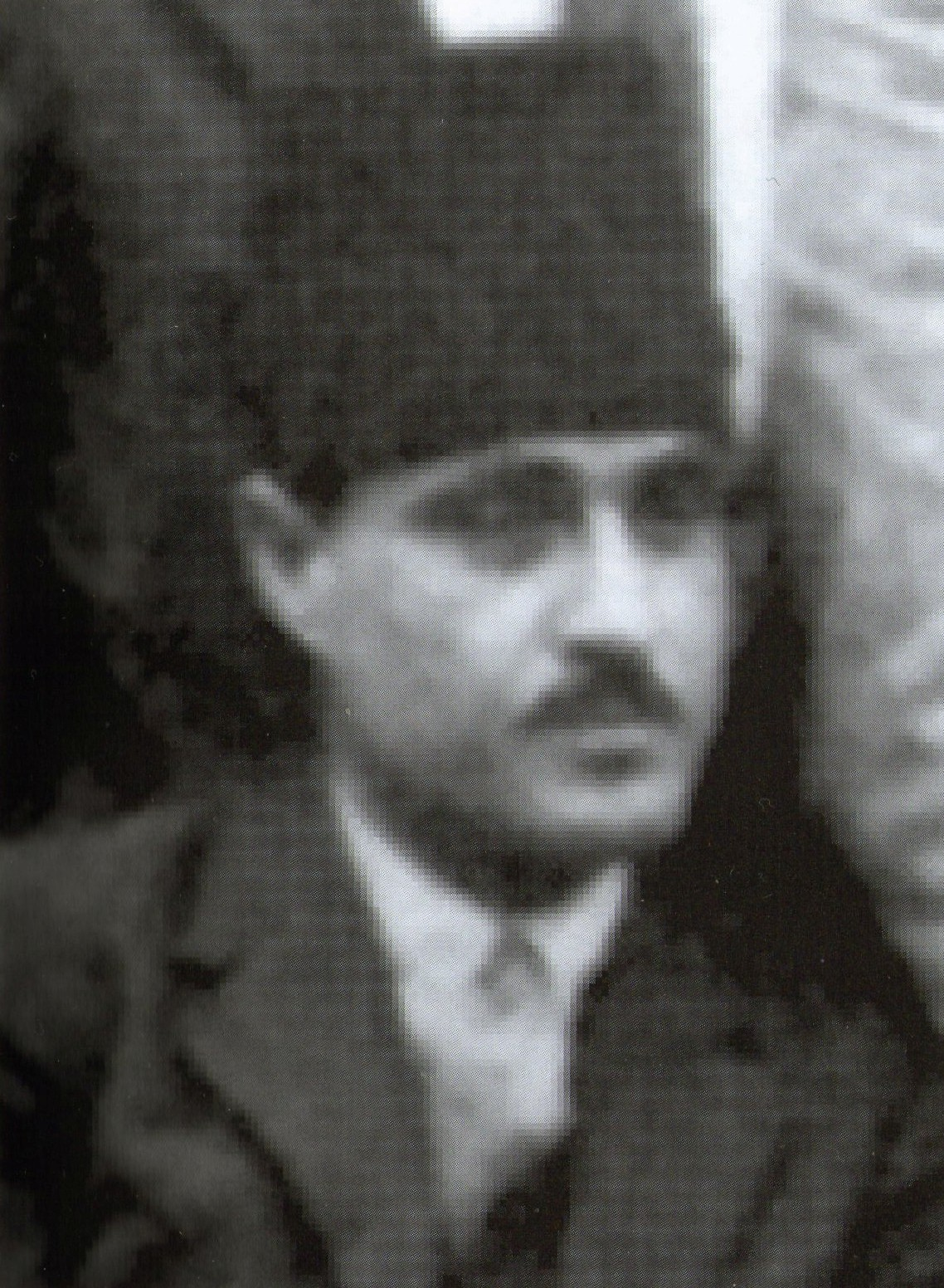
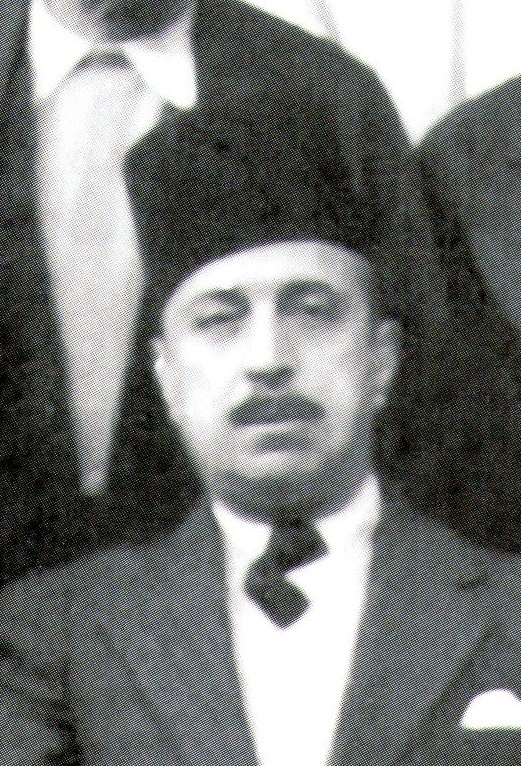
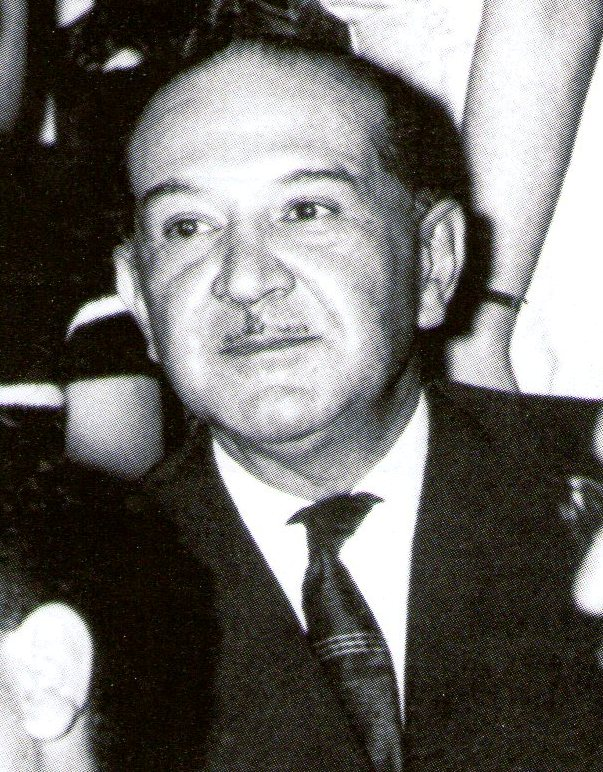
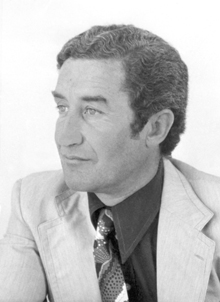
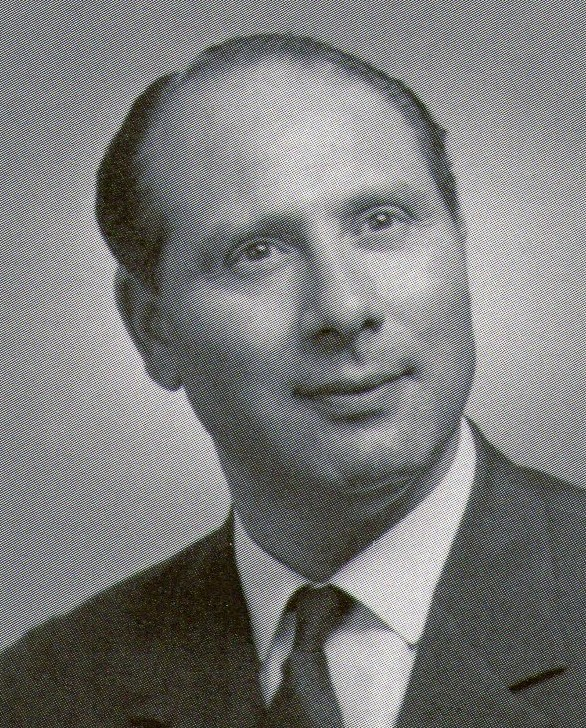
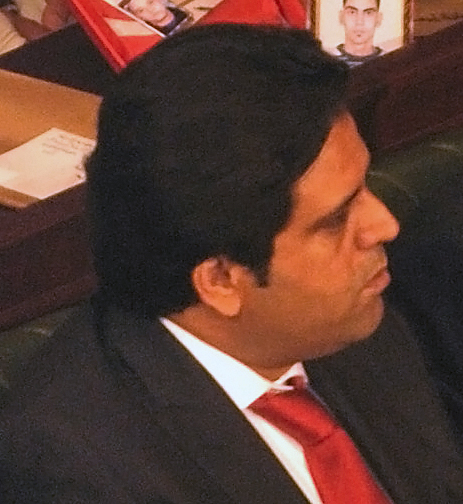